# Bill Smith (Saxophonist)
William Ernest „Bill“ Smith (* 12. Mai 1938 in Bristol) ist ein kanadischer Jazzmusiker (Saxophon, auch Schlagzeug), Verleger, Fotograf, Autor und Musikproduzent britischer Herkunft.

## Leben und Wirken
Smith spielte während seines Luftfahrtstudiums Trompete; 1963 emigrierte er nach Kanada. Dort war er bis 2001 hauptberuflich als Art Director und zwischen 1967 und 2000 als Herausgeber der Fachzeitschrift Coda tätig. Seine Fotografien und Artikel erschienen nicht nur dort, sondern auch in anderen Publikationen.
1968 war er zudem Mitbegründer des Plattenlabels Sackville Recordings. Daneben nahm er Unterricht und trat zunehmend als Musiker in Erscheinung; er leitete das Bill Smith Ensemble und arbeitete u. a. mit Anthony Braxton/The Composers and Improvisors Orchestra (Composition 96, 1981), David Prentice, Wolfgang Fuchs, Joe McPhee, Wadada Leo Smith, De Zes Winden und Tony Wilson. Im Bereich des Jazz war er zwischen 1976 und 2000 an 20 Aufnahmesessions beteiligt.

## Schriften
- Imagine the Sound, no.5: The Book (Toronto 1985)

## Diskographische Hinweise
- Bill Smith, Stuart Broomer: Conversation Pieces (Onari, 1977)
- Bill Smith Ensemble, David Lee, David Prentice: The Subtle Deceit of the Quick Gloved Hand (Sackville Recordings, 1981)
- Leo Smith with the Bill Smith Ensemble: Rastafari (Sackville, 1983)
- Joe McPhee with the Bill Smith Ensemble: Visitation (Sackville, 1985)
- Bill Smith Ensemble: Live In Toronto (Onari, 1986)
- Tony Wilson & Bill Smith: Learning New Tricks (Shire Editions, 2001)